# Cantó de Pelagrua
El cantó de Pelagrua és un cantó francès del departament de la Gironda, situat al districte de Lengon. Té 10 municipis i el cap és Pelagrua.

## Municipis
- Auriòlas
- Caumont
- Casau Gitat
- Landeroat
- Listrac de Durèsa
- Massugàs
- Pelagrua
- Sent Antòni dau Cairet
- Sent Fèrmer
- Sossac

## Història
| Data d'elecció                           | Identitat     | Partit        | Qualitat |
| ---------------------------------------- | ------------- | ------------- | -------- |
| 1945-1951                                | Pierre Chanut |               |          |
| 1951-1960                                | M. Pebeyre    |               |          |
| 1960-1974                                | Georges Faure |               |          |
| 1974-1988                                | André Goudard | PCF           |          |
| 1988-2008                                | Guy Riffaud   | RPR           |          |
| 2008-                                    | José Bluteau  | Divers droite |          |
| les dades anteriors no són pas conegudes |               |               |          |
|                                          |               |               |          |

## Demografia
| 1962  | 1968  | 1975  | 1982  | 1990  | 1999  | 2006  |
| ----- | ----- | ----- | ----- | ----- | ----- | ----- |
| 3.298 | 3.597 | 2.977 | 2.781 | 2.736 | 2.547 | 2.790 |